# 承重牆
承重墙是指建筑物中的一種墙，它是重要的結構構件，它通过将其重量传导给它下面的基础结构来承載其上方的重量。根据建筑物的类型和楼层的数量，承重墙要有适当的厚度，才能承载其上方的重量。如果厚度不夠，而负载超过了所使用材料的强度，承重墙有可能变得不稳定，從而导致结构的崩壞。